# Liste von Leuchttürmen in Sierra Leone
Dieses ist die Liste von Leuchttürmen in Sierra Leone. Das Land verfügt drei aktive und zwei inaktive Leuchttürme (englisch lighthouses) und vier weitere Leuchtfeuer.

## Leuchttürme
| Name                                          | Lage, Region                           | Wasserlage         | Position                        | Baujahr  | Turmhöhe | Feuerhöhe | Tragweite | Foto |
| --------------------------------------------- | -------------------------------------- | ------------------ | ------------------------------- | -------- | -------- | --------- | --------- | ---- |
| Leuchtturm Freetown Government Wharf*         | Freetown, Western Area                 | Atlantischer Ozean |                                 | 1863     |          |           |           | Foto |
| Leuchtturm Cape Sierra* (Aberdeen Lighthouse) | Freetown, Western Area                 | Atlantischer Ozean | 8° 29′ 54,6″ N, 13° 17′ 47,8″ W | 1849     | 21 m     | 19 m      | 14 sm     |      |
| Leuchtturm Cape Sierra (Ersatzfeuer)          | Freetown, Western Area                 | Atlantischer Ozean | 8° 29′ 54,6″ N, 13° 17′ 47,8″ W | ca. 1980 | 22 m     | 24 m      | 14 sm     | Foto |
| Leuchtturm Meheux Island                      | Mes-Meheux Island, Western Area        | Atlantischer Ozean | 8° 5′ 37,6″ N, 13° 14′ 59,8″ W  |          | ? m      | 30 m      | 8 sm      |      |
| Leuchtturm Queen Elizabeth II Quay            | Hafen Freetown, Freetown, Western Area | Atlantischer Ozean | 8° 29′ 37,6″ N, 13° 12′ 36″ W   |          | 25 m     | 28 m      | 2 sm      |      |

* Außer Betrieb.